# 九龙瀑布群 (罗平县)

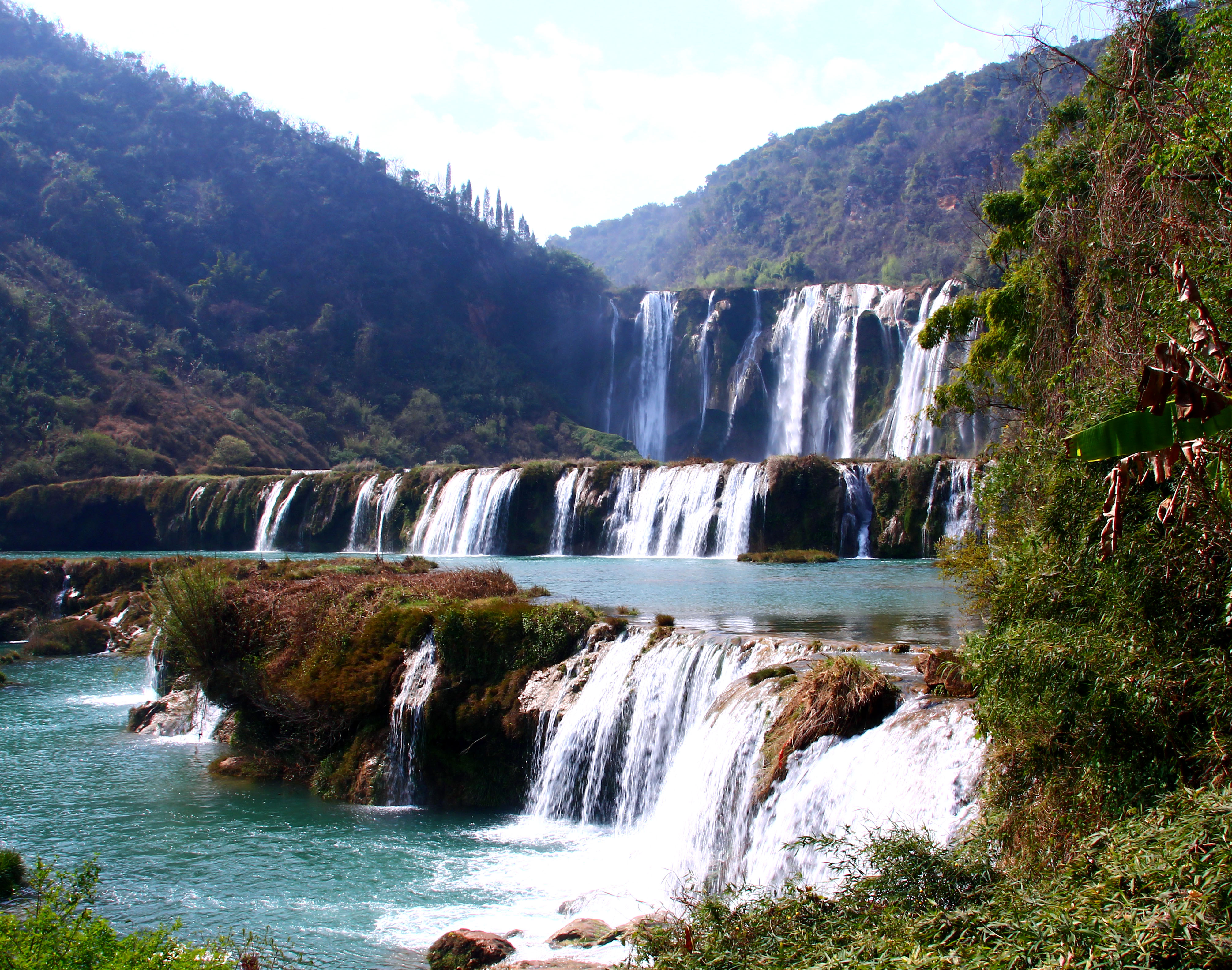
九龙瀑布群，远处最高者为神龙瀑。

九龙瀑布群位于中华人民共和国云南省曲靖市罗平县境内，地处罗平县城罗雄镇东北22千米，九龙镇堵勒村旁，当地布依族称之为“大叠水”。瀑布群长4千米，最大一级瀑布被称为“神龙瀑”，高56米，宽112米，是云南省最宽、最大的瀑布。1993年9月，云南省政府将九龙瀑布列为省级风景名胜区，2004年1月被国家旅游局评为国家4A级旅游景区。